# Deltochilum cristatum
Deltochilum cristatum är en skalbaggsart som beskrevs av Renaud Maurice Adrien Paulian 1938. Deltochilum cristatum ingår i släktet Deltochilum och familjen bladhorningar. Inga underarter finns listade i Catalogue of Life.